# Fragil X-syndromet
Fragil X-syndromet (FRAXA-syndromet) är en genetisk avvikelse som orsakas av en mutation i en gen på X-kromosomen som gör att den blir fragil. Skörheten kan leda till olika grader av utvecklingsstörning. Syndromet beskrevs första gången av den amerikanske genetikern Herbert Lubs 1969.

## Skadan
Fragil X-syndromet orsakas nästan alltid av ett instabilt DNA-segment på X-kromosomens långa arm. Genen för Fragil X-syndromet, FMRI-genen, innehåller ett DNA-segment med kvävebaserna CGG. Det förekommer normalt i 15–50 kopior efter varandra på X-kromosomen.    
När de kvinnliga könscellerna bildas kan ibland antalet CGG-kopior öka i äggcellerna. Personer med 50-200 CGG kopior i FMRI-genen har en premutation (förstadium), medan personer med 200 eller fler CGG-kopior har en fullmutation. Vid en fullmutation stängs vanligen genen av (metyleras) och produktionen av det protein som cellerna normalt tillverkar, FMRP, fungerar inte. FMRP behövs för att hjärnans signalsystem ska fungera normalt.  
Sjukdomsbilden ser olika ut beroende på antalet CGG-kopior i FMR1-genen och dess metyleringsgrad och även kön. Kvinnor med en premutation (50-200 kopior) löper stor risk att få barn med ytterligare ökning av antalet CGG-kopior.

## Förekomst
Ungefär en pojke av 4 000 - 6 000 och en flicka av 8 000 - 12 000 har den genetiska förändring som ger upphov till fragil X-syndromet. Det stora flertalet pojkar med förändringen får syndromet, men endast 20-30 procent av flickorna. Hittills har drygt 500 personer diagnostiserats i Sverige. Bärare av ett förstadium till sjukdomen är cirka en av 800 män och en av 260 kvinnor. Att färre kvinnor än män får fragil X-syndromet, och då oftast med lindrigare symtom, beror på att männen endast har en X-kromosom. Kvinnor har två X-kromosomer, varav en av kromosomerna är dominant och den andra inaktiverad.

## Ärftlighet
De flesta pojkar som ärvt en fullmutation i FMR1-genen av sin anlagsbärande mor får syndromet. Ett flertal pojkar och män med en fullmutation är trots det normalbegåvade och har inga eller bara ett fåtal av de andra symtom som kan ses vid fragil X-syndromet.

## Symptom
Graviditet och förlossning är i regel normal och barnet utvecklas till en början på samma sätt som friska barn. Vid ungefär 1,5 års ålder kan man se de första tecknen på syndromet. Barnet börjar tala senare än andra barn och uppvisar avvikande beteende. Det kan också förekomma fysiska symtom som ökat huvudomfång, skelning, stora utstående öron, plattfot och låg muskelspänning (hypotoni). Även epilepsi förekommer och så många som 75 procent har återkommande mellanöroninflammationer.
Karakteristiskt utseende efter puberteten är långsmal panna, långa, stora öron och kraftigt käkparti. Pojkarna har också ofta stora testiklar. Förutom koncentrationssvårigheter, bristande uthållighet och hyperaktivitet – bland annat med "flaxande" händer – är många av barnen oroliga och ängsliga i nya och okända miljöer. De undviker ofta ögonkontakt och vänder bort kroppen vid till exempel hälsning. Hyperaktiviteten minskar efter puberteten; däremot består för det mesta koncentrationssvårigheter och dålig uthållighet.